# إدوارد سميث (مهندس)
إدوارد سميث (بالإنجليزية: Edward Wyke Smith)‏ (و. 1871 – 1935 م) هو مهندس، وكاتب، ومهندس معادن، وروائي من المملكة المتحدة، والمملكة المتحدة لبريطانيا العظمى وأيرلندا، ولد في المملكة المتحدة، توفي عن عمر يناهز 64 عاماً.